# Puppy (유이카오리의 음반)
《Puppy》(パピー 파피[*])는 유이카오리의 첫 번째 정규 음반이다. 2011년 9월 21일에 킹레코드에서 발매됐다.

## 개요
스타 차일드 재적 시대에 발매된 1번째 싱글 〈Our Steady Boy〉에서 4번째 싱글 〈Shooting☆Smile〉까지의 4작품과 5곡의 신곡이 더해져서 TV 애니메이션 《소년기사 라무: VS 기사 라무네 & 40염》의 여는 곡 “미래형 아이돌”의 커버와 오구라와 이시하라의 솔로곡을 더한 합계 12곡이 수록되어있다. 초회한정반에는 리드곡 〈PUPPY LOVE!!〉의 PV와 “춤춰보고!” 동영상의 풀버전을 담은 DVD가 수록되어있다. 덧붙여서 초회한정반 · 통상반 공통의 특전으로 오구라, 이시하라, 또는 유이카오리로부터 전화가 걸려오는 “유이카오리와 전화: together”의 응모권이 봉입되어있다.
타이틀곡인 〈Puppy〉는 영어로 강아지로 그녀들 2명이 언제나 사이 좋게 장난하고 있는 것에 유래한다. 2번째 곡인 〈PUPPY LOVE!!〉는 첫사랑한 소녀의 심정을 표현시키고 있다.
2013년 10월 23일에 두 번째 음반 《Bunny》와 동시에 영상 내용을 일신해서 “SPECIAL EDITION”으로 발매됐다.

## 수록곡
CD
1. 사랑의 추월(恋のオーバーテイク) [4:40]
  - 작사 · 작곡: 슌류, 편곡: Sizuk

인디즈 데뷔곡
2. PUPPY LOVE!! [4:02]
  - 작사 · 작곡 · 편곡: 마에야마다 켄이치

니코니코 생방송 《전파연구소》 2011년 9월 닫는 곡
3. 미래형 아이돌(未来形アイドル) [3:43]
  - 작사: 하라야마 카나코, 작곡: 나고야 츠카사, 편곡: Kohei by SIMONSAYZ

TV 애니메이션 《소년기사 라무: VS 기사 라무네 & 40염》 여는 곡의 커버곡
4. VIVIVID PARTY! [4:21]
  - 작사: 아키요시 후미에, 작곡 · 편곡: 미야자키 마코토

2번째 싱글
5. 큣!큣!CURIOSITY!!(キュッ!キュッ!CURIOSITY!!) [4:05]
  - 작사 · 작곡 · 편곡: 마에야마다 켄이치

오구라 유이 솔로 곡
6. Magic starter [4:04]
  - 작사: 타다노 나츠미, 작곡: 슌류, 편곡: Gravity musik

이시하라 카오리 솔로 곡
7. 두 사람(ふたり) [4:05]
  - 작사: 오모리 쇼코, 작곡 · 편곡: 타카하시 나나

2번째 싱글
TV 애니메이션 《kiss×sis》 최종회 닫는 곡
8. 달려나가 Blue(駆け抜けてBlue) [4:05]
  - 작사: 코다마 사오리, 작곡: 슌류, 편곡: Gravity musik
  - 분카 방송 《유이카오리의 미♪디지털》 주제가
9. HEARTBEAT가 멈추지 않아!(HEARTBEATが止まらないっ!) [4:03]
  - 작사: 마에야마다 켄이치, 작곡: 슌류, 편곡: Sizuk

3번째 싱글
니코니코 생방송 《전파연구사》 11월 엔딩 테마
10. Shooting☆Smile [3:52]
  - 작사: 마에야마다 켄이치, 작곡: 슌류, 편곡: Sizuk

4번째 싱글
온라인 게임 《H.A.V.E.온라인》 여는 곡
11. 크리스탈의 맹세(クリスタルの誓い) [4:06]
  - 작사: 코다마 사오리, 작곡 · 편곡: 미야자키 마코토

PS3 《초차원 게임 넵튠 mk2》 이미지 송
12. Our Steady Boy [3:59]
  - 작사: 오모리 쇼코, 작곡 · 편곡: 우에키 미즈키 in 슌류

메이저 1번째 싱글
TV 애니메이션 《kiss×sis》 닫는 곡

DVD(초회한정반)
1. PUPPY LOVE!! (MUSIC CLIP)
2. 〈춤춰보고!동영상〉 (full ver.) 5개
(Our Steady Boy/VIVIVID PARTY!/HEARTBEAT가 멈추지 않아!/Shooting☆Smile/PUPPY LOVE!!)

블루레이 디스크(SPECIAL EDITION)
1. PUPPY LOVE!! (뮤직비디오)
2. Our Steady Boy (뮤직비디오)
3. VIVIVID PARTY! (뮤직비디오)
4. HEARTBEAT가 멈추지 않아! (뮤직비디오)
5. Shooting☆Smile (뮤직비디오)

## 출전
1. 1 2  타케우마 아오이 (2011년 9월 18일). “ゆいかおりの成長と魅力を1枚に凝縮! 1stアルバム「Puppy」、9月21日発売” [유이카오리의 성장과 매력을 1장으로 응축! 1번째 음반 《Puppy》, 9월 21일 발매]. 《마이코미 저널》 (일본어) (마이니치 커뮤니케이션). 2011년 9월 23일에 원본 문서에서 보존된 문서. 2011년 9월 21일에 확인함.